# Canoe Lake 165A
Canoe Lake 165A är ett reservat i Kanada.   Det ligger i provinsen Saskatchewan, i den centrala delen av landet, 2 500 km väster om huvudstaden Ottawa. Canoe Lake 165A ligger vid sjön Canoe Lake.
I omgivningarna runt Canoe Lake 165A växer i huvudsak blandskog. Trakten runt Canoe Lake 165A är nära nog obefolkad, med mindre än två invånare per kvadratkilometer.